# Vuelta al Táchira 1971
La 6.ª edición de la Vuelta al Táchira se disputó desde el 10 hasta el 20 de enero de 1971.
Perteneció al calendario de la Federación Venezolana de Ciclismo. El recorrido contó con 11 etapas y 1400 km, transitando el departamento colombiano de Norte de Santander y por los estados Barinas, Portuguesa, Trujillo, Mérida y Táchira.
El ganador fue el colombiano Martín Rodríguez del equipo Selección de Colombia, quien fue escoltado en el podio por Nicolás Reidtler y Luis Rosales.
Las clasificaciones secundarias fueron; Nicolás Reidtler la montaña, el sprints para Vicente Laguna, y la clasificación por equipos la ganó Selección de Colombia.

## Equipos participantes
Participaron varios equipos conformados por entre 6 y 8 corredores, con equipos de Venezuela y Colombia.
| - Lotería del Táchira - Selección de Táchira - Selección de Táchira B - Selección de Carabobo - Selección de Barinas - Selección de Zulia - Selección de Trujillo - Selección de Portuguesa - Selección de Mérida - Selección de Municipio Lobatera - Selección de Rubio - Ministerio de Obras Públicas - Ministerio de Obras Públicas B | - Selección de Colombia - Selección de México |

## Etapas
| Etapa | Fecha       | Recorrido                     | Km    | Ganador          | Lider            |
| 1ª    | 10 de enero | Circuito en San Cristóbal     | 109   | Otoniel del Río  | Otoniel del Río  |
| 2ª    | 11 de enero | San Cristóbal - Santa Bárbara | 150   | Martin Jiménez   | Martín Rodríguez |
| 3ª    | 12 de enero | CRI de Curbati a Barinas      | 46    | Martín Rodríguez | Santos Bermúdez  |
| 4ª    | 13 de enero | Barinas - Guanare             | 150   | Arnulfo González | Luis Rosales     |
| 5ª    | 14 de enero | Biscucuy - Valera             | 178   | Martín Rodríguez | Martín Rodríguez |
| 6ª    | 15 de enero | Valera - Mérida               | 91    | Martín Rodríguez | Martín Rodríguez |
| 7ª    | 16 de enero | Mérida - Tovar                | 140   | Vicente Laguna   | Martín Rodríguez |
| 8ª    | 17 de enero | Tovar - La Grita              | 139   | Nicolás Reidtler | Martín Rodríguez |
| 9ª    | 18 de enero | La Grita - Rubio              | 147   | Martín Rodríguez | Martín Rodríguez |
| 10.ª  | 19 de enero | Rubio - Pamplona              | 135   | Luis Villaroel   | Martín Rodríguez |
| 11.ª  | 20 de enero | Pamplona - San Cristóbal      | 146,8 | Nicolás Reidtler | Martín Rodríguez |

## Clasificaciones

### Clasificación general
| Posición | Ciclista          | Equipo                       | Tiempo     |
|          | Martín Rodríguez  | Selección de Colombia        | 40:00:02   |
| 2º       | Nicolás Reidtler  | Lotería del Táchira          | + 00:18:54 |
| 3º       | Luis Rosales      | Lotería del Táchira          | + 00:24:40 |
| 4º       | Nestor Nieto      | Selección de Táchira         | + 00:28:30 |
| 5º       | Hernando Gómez    | Selección de Colombia        | + 00:33:15 |
| 6º       | Celso Rivero      | Selección de Carabobo        | + 00:35:01 |
| 7º       | Otoniel del Río   | Selección de Carabobo        | + 00:37:58 |
| 8º       | Domingo Guerrero  | Ministerio de Obras Públicas | + 00:45:10 |
| 9º       | Arnulfo González  | Selección de México          | + 00:45:40 |
| 10º      | Francisco Salazar | Selección de Colombia        | + 00:45:56 |

### Clasificación por puntos
| Posición | Ciclista     | Equipo       | Puntos |
|          | Bandera de ? | Bandera de ? |        |
| 2°       | Bandera de ? | Bandera de ? |        |
| 3°       | Bandera de ? | Bandera de ? |        |

### Clasificación de la montaña
| Posición | Ciclista         | Equipo                | Puntos |
|          | Nicolás Reidtler | Lotería del Táchira   | 45     |
| 2°       | Martín Rodríguez | Selección de Colombia | 30     |
| 3°       | Luis Villaroel   | Selección de Carabobo | 15     |

### Clasificación de los sprints
| Posición | Ciclista        | Equipo                  | Puntos |
|          | Vicente Laguna  | Selección de Trujillo   | 45     |
| 2°       | Otoniel del Río | Selección de Carabobo   | 40     |
| 3°       | Martin Jiménez  | Selección de Portuguesa | 35     |

### Clasificación sub-23
| Posición | Ciclista     | Equipo       | Tiempo |
|          | Bandera de ? | Bandera de ? |        |
| 2°       | Bandera de ? | Bandera de ? |        |
| 3°       | Bandera de ? | Bandera de ? |        |

### Clasificación por equipos
| Posición | Equipo                             | Tiempo    |
|          | Selección de Colombia              | 121h08m38 |
| 2°       | Carabobo                           | 122h05m34 |
| 3°       | Selección de Lotería del Táchira A | 122h12m59 |